# Kilian Feldbausch
Kilian Feldbausch (7 de septiembre de 2005) es un tenista suizo. Su ranking ATP individual era el n.º 659 a fecha del 27 de noviembre de 2023.

## Vida personal
Es hijo de la que fuera tenista Cathy Caverzasio.

## Carrera tenística

### 2021
Pasó al tenis profesional en el torneo de Biel, Suiza, el 10 de marzo de 2021, con solo 15 años.

### 2022
Feldbausch se convirtió en el primer tenista suizo, desde el gran Roger Federer en 1998, que alcanzaba las semifinales del torneo junior del Open de Australia. También llegó a las semifinales de dobles en compañía de Gabriel Debru.
Kilian Feldbausch won his first 3 ATP points after reaching the semi-finals of the M25 Futures in Trimbach, Switzerland. 

Llegó a la ronda de 16, en el Challenger de Biel, después de batir al séptimo cabeza de serie, Marc-Andrea Hüsler, en la primera ronda por 7-5 6-0. Luego caería por 7-6 7-6 ante Filip Horansky.

### 2023
El 18 de noviembre se adjudica el torneo ITF, M15 de Boca Ratón (Florida, EEUU), al batir a Garrett Johns (USA) por 6-4, 7-5.
El 3 de diciembre pierde la final del Challenger de Maspalomas (Canarias, España) ante el español Pedro Martínez, ranquin 117 ATP, por 4-6, 6-4, 6-3.

## Títulos Challenger; 1 (0 + 1)
| Leyenda             | Individuales | Dobles |
| ------------------- | ------------ | ------ |
| ATP Challenger Tour | 0            | 1      |

### Dobles
| N.° | Fecha               | Torneo | Superficie    | Pareja                 | Oponente en la final             | Resultado |
| --- | ------------------- | ------ | ------------- | ---------------------- | -------------------------------- | --------- |
| 1.  | 22 de marzo de 2025 | Mérida | Tierra batida | Rodrigo Pacheco Méndez | George Goldhoff Trey Hilderbrand | 6-4, 6-2  |